# Dicranomyia (Dicranomyia) citrina
Dicranomyia (Dicranomyia) citrina is een tweevleugelige uit de familie steltmuggen (Limoniidae). De soort komt voor in het Nearctisch gebied.